# St-Martin (Cormeilles-en-Vexin)

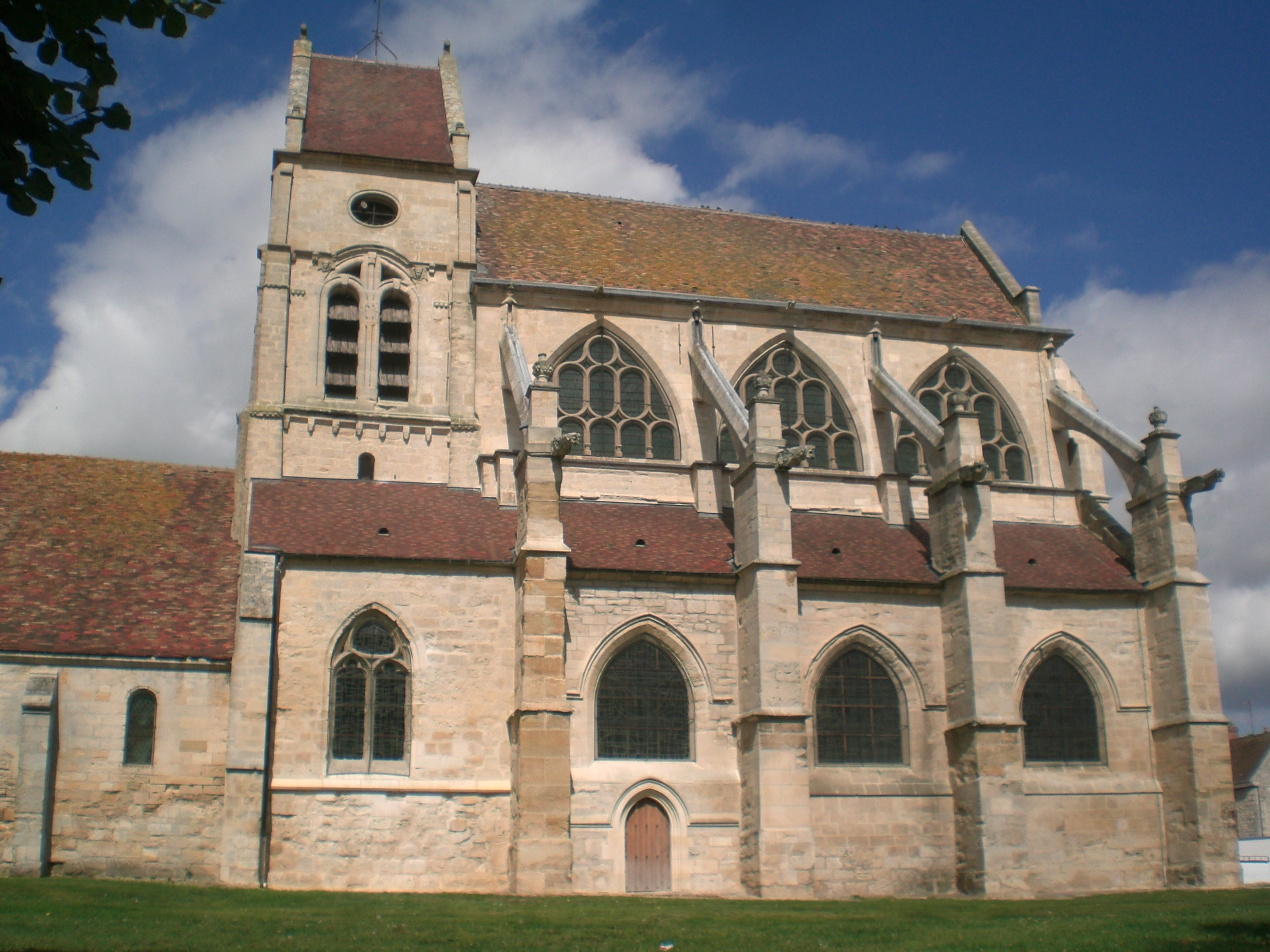
Pfarrkirche von Cormeilles-en-Vexin

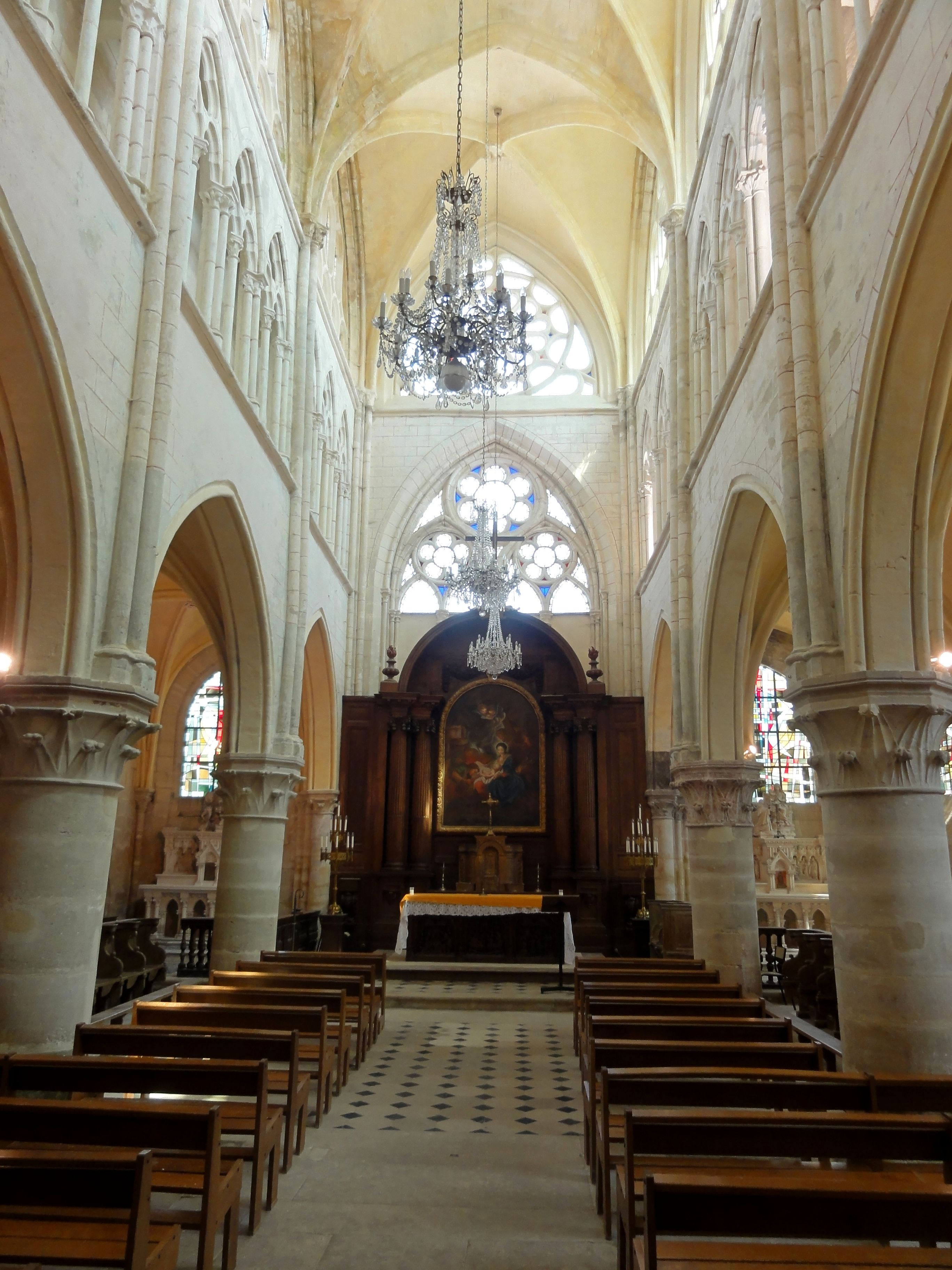
Innenansicht

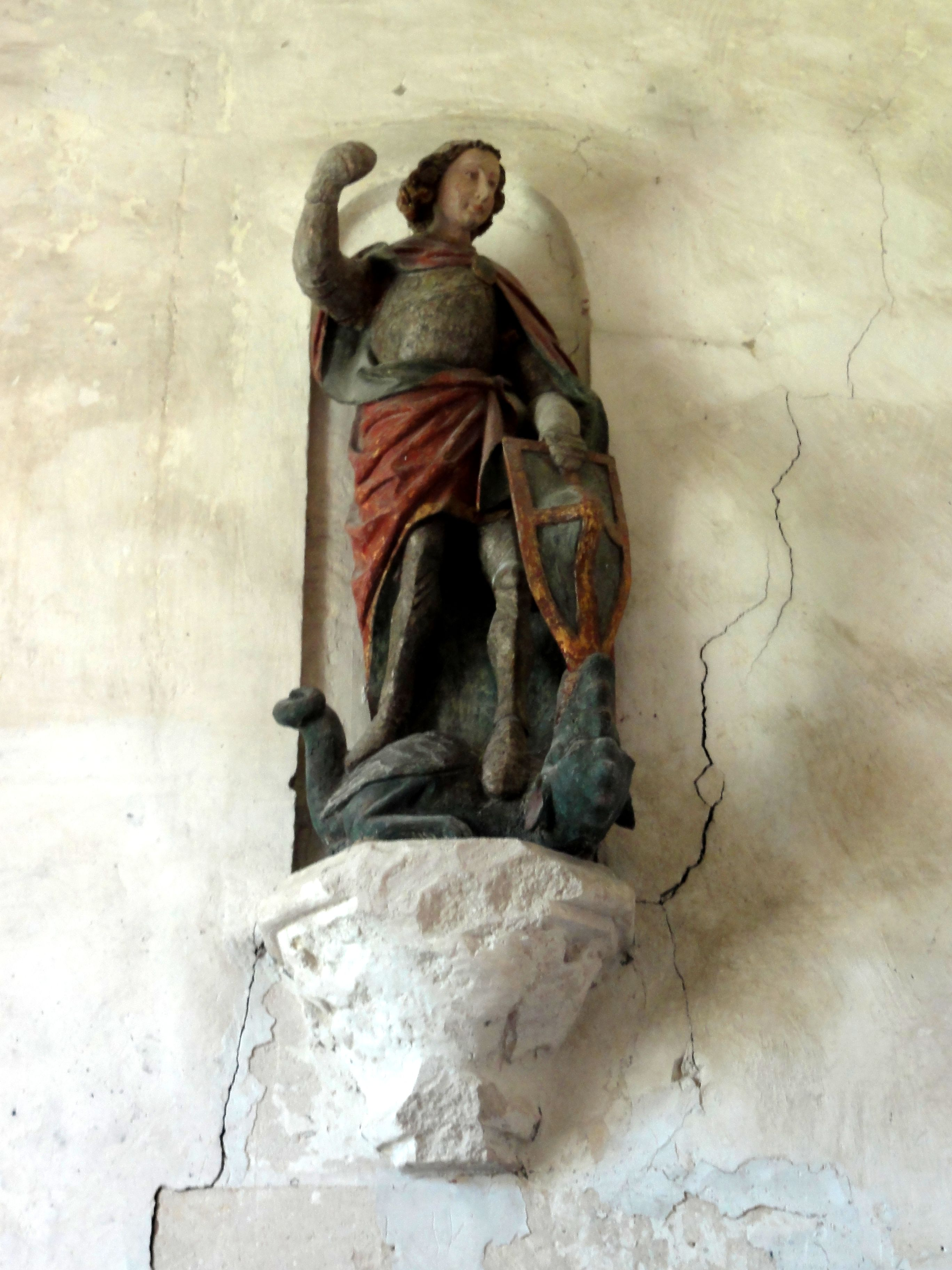
Skulptur des Erzengels Michael aus dem 16. Jahrhundert

Die Kirche Saint-Martin ist eine romanische Pfarrkirche in der Gemeinde Cormeilles-en-Vexin im Département Val-d’Oise in der Region Île-de-France (Frankreich). Sie liegt zehn Kilometer nordwestlich von Pontoise. Seit 1911 steht die Kirche unter Denkmalschutz (Monument historique).

## Geschichte
Die Kirche von Cormeilles-en-Vexin, die dem heiligen Martin geweiht ist, wurde zu Beginn des 12. Jahrhunderts begonnen. Das Langhaus und das Querschiff sind aus dieser Zeit erhalten. Langschiff und Seitenschiffe erhielten im 13. Jahrhundert ein Kreuzrippengewölbe und kurz danach wurde der Altarraum mit flachem Chor neu erbaut. Die Außenmauern der Seitenschiffe wurden im 18. Jahrhundert erneuert.

## Architektur
Die romanische Architektur der Kirche ist von außen kaum sichtbar, denn das Chorhaupt ist hochgotisch und wurde im 13. Jahrhundert errichtet. Der Glockenturm der Renaissance, der über der Vierung ruht, besitzt noch seinen romanischen Unterbau. Das Mittelschiff und die Seitenschiffe sind unter ein gemeinsames Dach zusammengefasst.
Das Portal der Westseite besitzt eine neuzeitliche Vorhalle. Das schlichte romanische Portal mit einer rundbogigen Archivolte und einem schmucklosen Tympanon wird von einem Giebel bekrönt.
Die Kirche von Cormeilles besitzt eine kunsthistorische Bedeutung wegen ihrer skulptierten Kapitelle im Langhaus. Diese sind mit einer Reihe von glatten Blättern oder Palmetten skulptiert oder mit einem Zahnfries in Form einer Halskrause versehen. Die hohen und wuchtigen Deckplatten sind mit Schuppenornamenten, Laubwerk oder geometrischen Motiven geschmückt.

## Ausstattung
Siehe: Liste der Monuments historiques in Cormeilles-en-Vexin#Liste der Objekte